# شورای نظارت سیاست‌های مالی سوئد
شورای نظارت سیاستهای مالی سوئد - (به انگلیسی: Swedish Fiscal Policy Council) (سوئدی: Finanspolitiska rådet) یک سازمان دولتی سوئدی، که زیر مجموعه سازمانی وزارت اقتصاد است که وظیفه ارزیابی مستقل از سیاستهای مالی دولت را به عهده دارد. این سازمان در استکهلم در سال ۲۰۰۷ تأسیس شد تا میزان تحقق اهداف تصمیمهای سیاست مالی و اقتصادی که توسط ریکساگ (مجلس سوئد) گرفته شده‌است را بررسی و ارزیابی نماید. این اهداف عبارتند از: پایداری درازمدت امور مالی دولتی و رشد اقتصادی، حفظ مازاد نقدی، ماندن در زیر سقف هزینه تعیین شده توسط ریکساگ و یک سیاست مالی قابل قبول. همچنین ارزیابی تصمیمات عمومی شورا در مورد سیاست‌های اقتصادی را پیش‌بینی می‌کند که عملکردهای اقتصادی دولت بر اساس آن انجام می‌شود؛ که با انتشار سالانه یک گزارش، از طریق کنفرانس‌ها و مطالعات در مورد سیاست مالی سوئد انجام می‌شود.

## گزارش سالانه
گزارش شورا سالانه مستقل از سیاست مالی دولت، به وزیر امور مالی، ارائه و مستقلاً منتشر می‌شود. گزارش به زبان انگلیسی